# Gutai Art Association
Die Gutai Art Association (engl. für japanisch 具体美術協会 gutai bijutsu kyōkai, etwa „Gesellschaft für konkrete Kunst“, 1954–1972) war ein avantgardistisches Kollektiv von 17 Künstlern, das von dem Künstler, Kritiker und Lehrer Jirō Yoshihara (吉原 治良) zusammen mit Shōzō Shimamoto (嶋本 昭三) in Ashiya in Hyōgo westlich von Osaka gegründet wurde. Yoshiharas wichtigste Anweisung an die Mitglieder lautete: „Tut etwas, was noch niemand getan hat“. Ziel der Bewegung war es, auf die kulturelle Leere zu reagieren, die der Zweite Weltkrieg und die Zerstörungen durch die Atombomben hinterlassen hatten. Ihr Name „Gutai“ bedeutet „Konkretheit“ und unterstrich den Anspruch, die Kunst durch neue Materialien und experimentelle Techniken zu revolutionieren.
Publikationen waren ein wichtiger Bestandteil der Arbeit von Gutai. Das Gutai Journal erschien 1954, ein Jahr vor der ersten Gruppenausstellung der Bewegung. Es war stark von der surrealistischen Zeitschrift Minotaure inspiriert und enthielt Fotografien von Gutai-Kunstwerken, Artikel von Mitgliedern der Gruppe und Abbildungen von Werken ihrer internationalen Zeitgenossen. Die Zeitschrift war bahnbrechend in Design und Layout. Das Magazin wurde auch ins Englische und Französische übersetzt und an einflussreiche Künstler und Kritiker verteilt. Die Gutai-Bewegung war bis 1972 aktiv und hat die moderne Kunst weltweit beeinflusst.

## Geschichte

### Erste Phase (1954–1961)

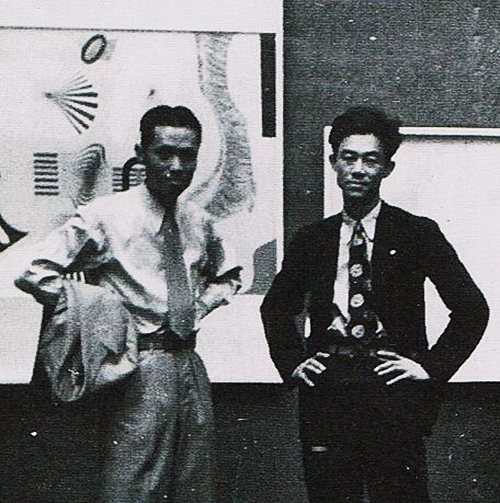
24. Nika-Ausstellung mit Saburo Hasegawa (links) und Jiro Yoshihara (rechts), September 1937.

Jiro Yoshihara, eine Generation älter als die meisten anderen zukünftigen Mitglieder des Kollektivs, war der Sohn eines wohlhabenden Kaufmanns, der in der Lage war, viele von Gutais Aktivitäten zu finanzieren. Er war über zwanzig Jahre lang ein recht erfolgreicher Maler gewesen, bevor er nach einer künstlerischen Revolution suchte. Die ersten, die sich der Bewegung anschlossen, waren junge Künstler. Viele waren Schüler und Bekannte von Yoshihara, die er in den Nachkriegsjahren im Raum Ashiya kennengelernt hatte.

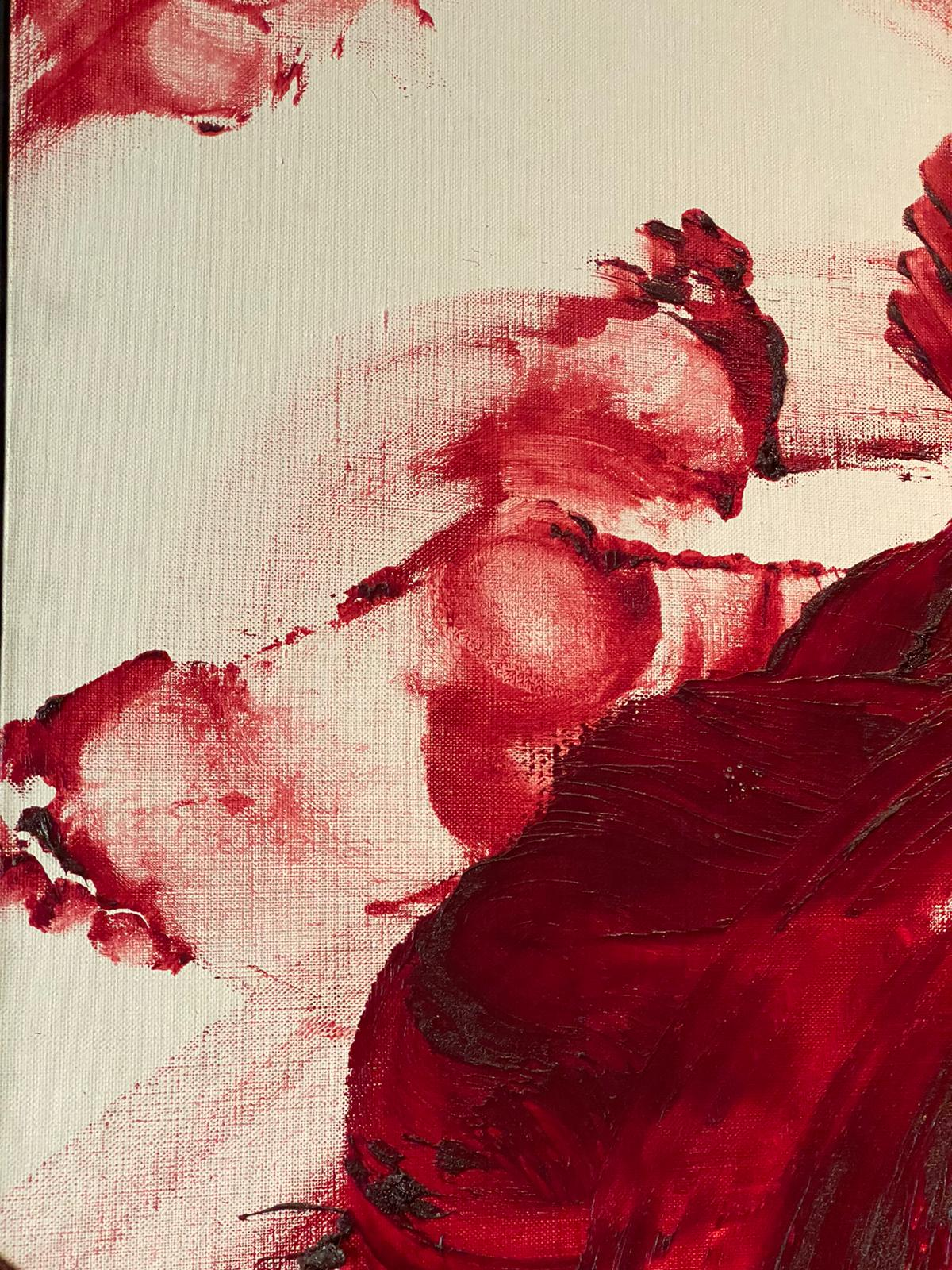
Fußspur auf einem Kazuo Shiraga-Gemälde

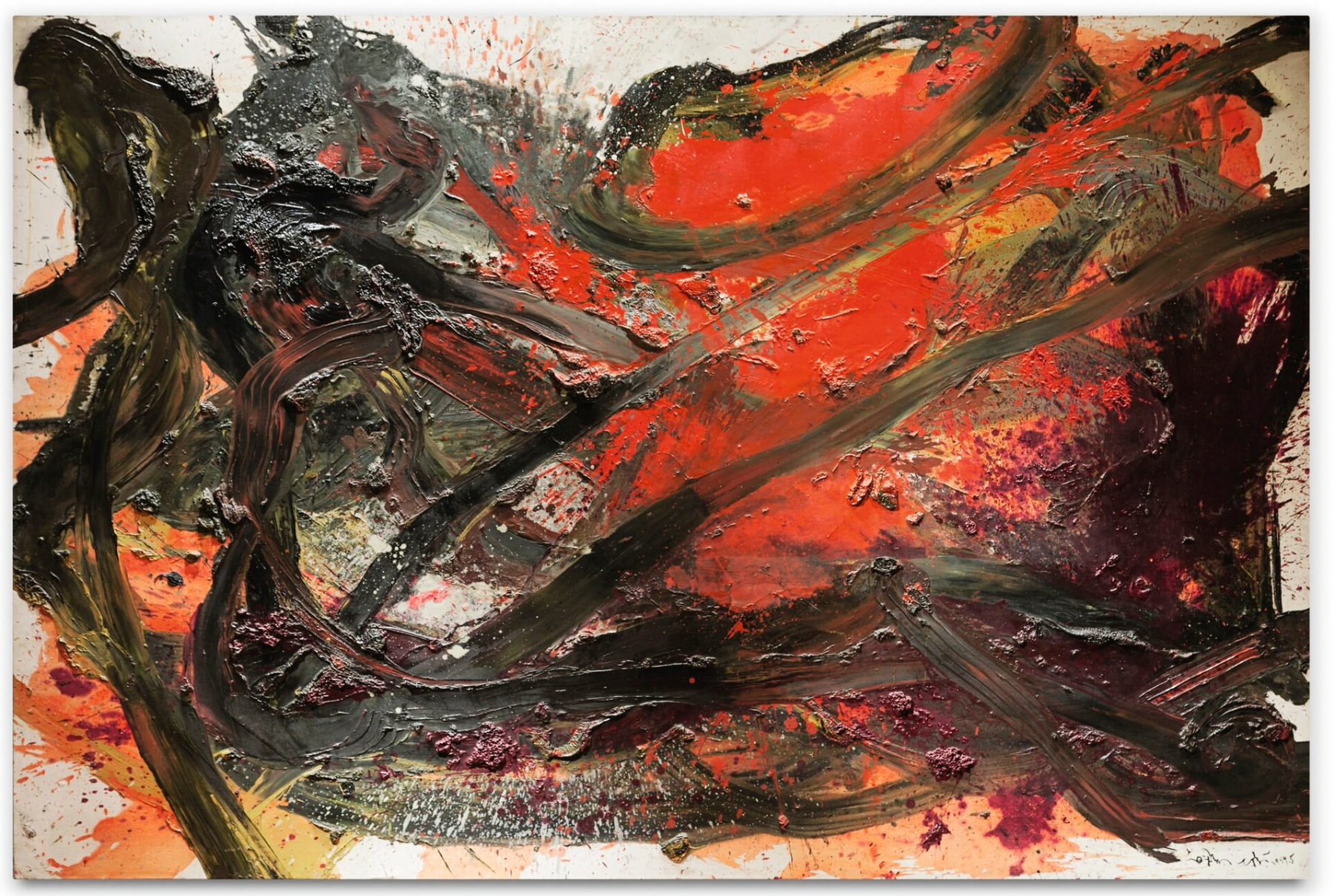
Kazuo Shiraga: Takao (1959)

In der ersten Phase war Kazuo Shiraga eine zentrale Figur der Gruppe. Er entwickelte eine avantgardistische Technik, bei der er an einem Gürtel hängend mit den Füßen Bilder auf Leinwand malte. Andere Mitglieder wie Saburo Murakami und Atsuko Tanaka experimentierten mit Performances und unkonventionellen Materialien: Murakami durchbrach große Papierbahnen, elektrische Kleider aus leuchtenden Glühbirnen sind Beispiele für ihren radikalen Ansatz.
Ende der 1950er Jahre orientierte sich Gutai stark am Informel, das von Michel Tapié gefördert wurde. Yoshihara knüpfte internationale Kontakte und besuchte Paris, um sich über die europäische Avantgarde zu informieren. Die Gutai Art Association organisierte Freiluftausstellungen wie 1955 die „Experimentelle Freiluftausstellung moderner Kunst zur Herausforderung der Mittsommersonne“, die das Publikum zur Interaktion mit der Kunst einlud. Projekte wie Yoshiharas „Bitte zeichne frei“ förderten die gemeinschaftliche Kreativität durch Ausstellungen, an denen junge Künstler und Kinder frei teilnehmen konnten, und spiegelten Gutais Ethos der Zugänglichkeit und Freiheit wider.

### Zweite Phase (1962–1972)
1962 wurde die Gutai Pinacotheca in Osaka eröffnet, ein Ausstellungsraum, in dem Werke der Gruppe und internationaler Künstler wie Lucio Fontana und Sam Francis gezeigt wurden. Berühmte Künstler wie Jasper Johns, Robert Rauschenberg und John Cage besuchten die Pinacotheca.
In den 1960er Jahren wuchs Gutai auf 50 Mitglieder an und wandte sich zunehmend der Multimedia-Kunst zu. So wurde beispielsweise in einem Kaufhaus in Osaka ein Kunstautomat aufgestellt, in dem die Besucher Werke von Künstlern kaufen konnten, die sich in dem Automaten befanden. Weitere Experimente waren die Verwendung von industriellen und natürlichen Materialien wie Zellophan, Rauch und Wasser. Höhepunkt dieser Phase war die Teilnahme an der Weltausstellung 1970 in Osaka, wo die Gruppe eine Performance mit schwebenden Menschen und Seifenblasen aus einem Feuerwehrauto inszenierte.

## Auflösung und Wirkung
Nach dem Tod Yoshiharas 1972 löste sich die Gutai-Gruppe auf. Trotz ihrer innovativen Ansätze geriet Gutai außerhalb Japans jahrzehntelang in Vergessenheit. Erst durch Ausstellungen wie Gutai: Splendid Playground im Guggenheim Museum in New York (2013) und Into the Unknown World im Nakanoshima Museum of Art in Osaka (2022/23) wurde ihr Einfluss wieder gewürdigt. In der Pinakothek der Moderne in München fand 2024 eine Gutai Ausstellung mit Werken aus der Sammlung Goetz statt.
Die Gutai Bewegung gilt als Wegbereiter für spätere Kunstströmungen wie Arte Povera, Fluxus und die Zero. Die Gutai Art Association wird heute für ihre grenzüberschreitende Kreativität und ihre Rolle als Brückenbauer zwischen den avantgardistischen Kunstbewegungen in Ost und West gerühmt.

## Mitglieder
- Imanaka Kumiko
- Imai Norio
- Kanayama Akira
- Kanno Seiko
- Kikunami Joji
- Kitani Shigeki
- Matsuda Yutaka
- Matsutani Takesada
- Moriuchi Keiko
- Motonaga Sadamasa
- Mukai Shuji
- Murakami Saburo
- Nagare Hiroshi
- Nasaka Senkichiro
- Nasaka Yuko
- Onoda Minoru
- Sadaharu Horio
- Shimamoto Shozo
- Shiraga Fujiko
- Shiraga Kazuo
- Sumi Yasuo
- Tanaka Atsuko
- Ueda Tamiko
- Uemae Chiyu
- Ukita Yozo
- Yamazaki Tsuruko
- Yoshida Minoru
- Yoshida Toshio
- Yoshihara Hideo
- Yoshihara Jiro
- Yoshihara Michio